# 沙灘車

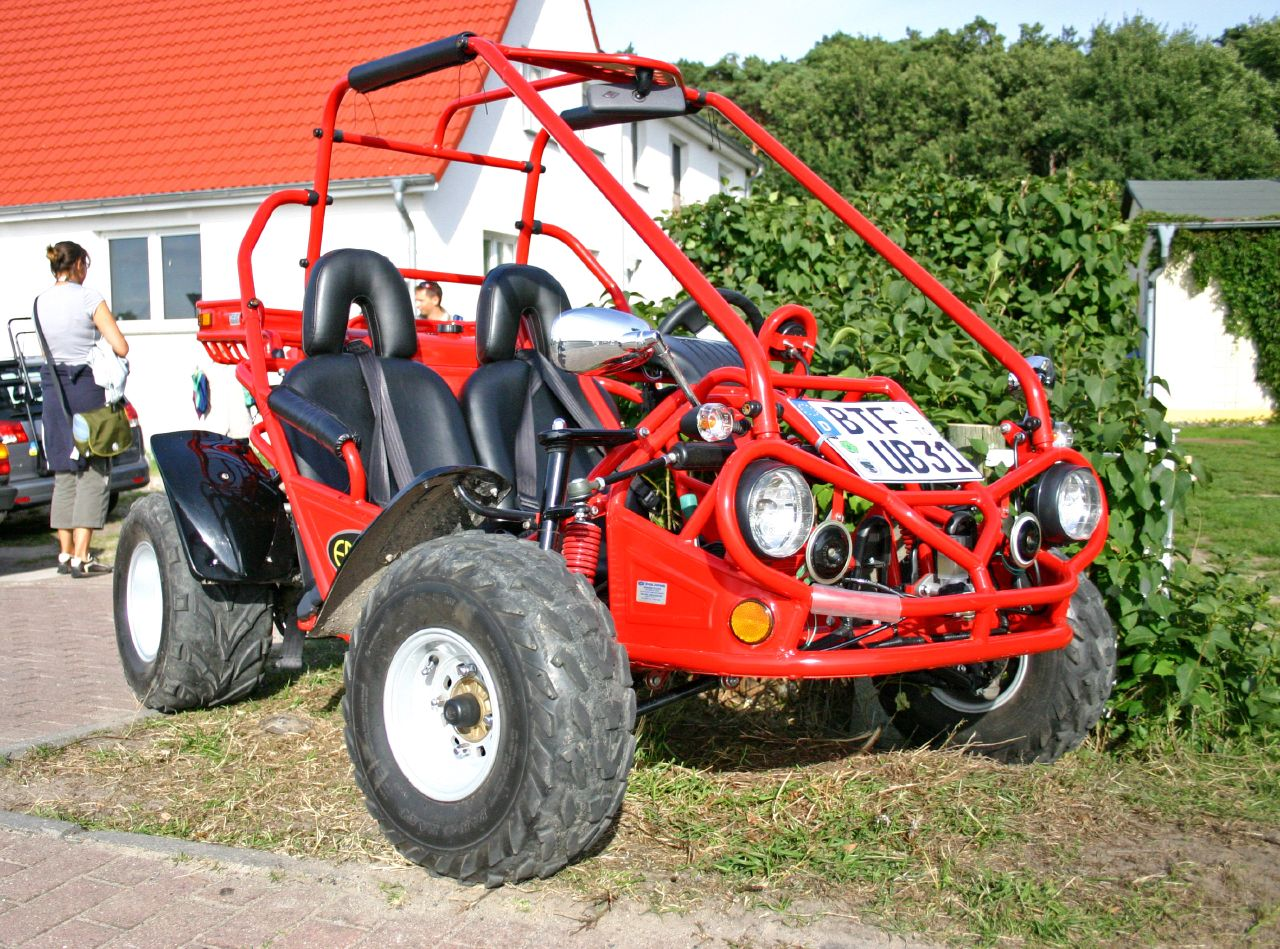
一輛使用管狀樑結構、沒有車殼設計的沙灘車

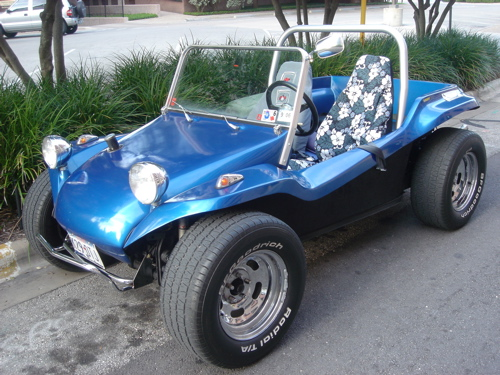
一輛Meyers Manx的仿製車，注意到其類似澡缸般的盆狀車體

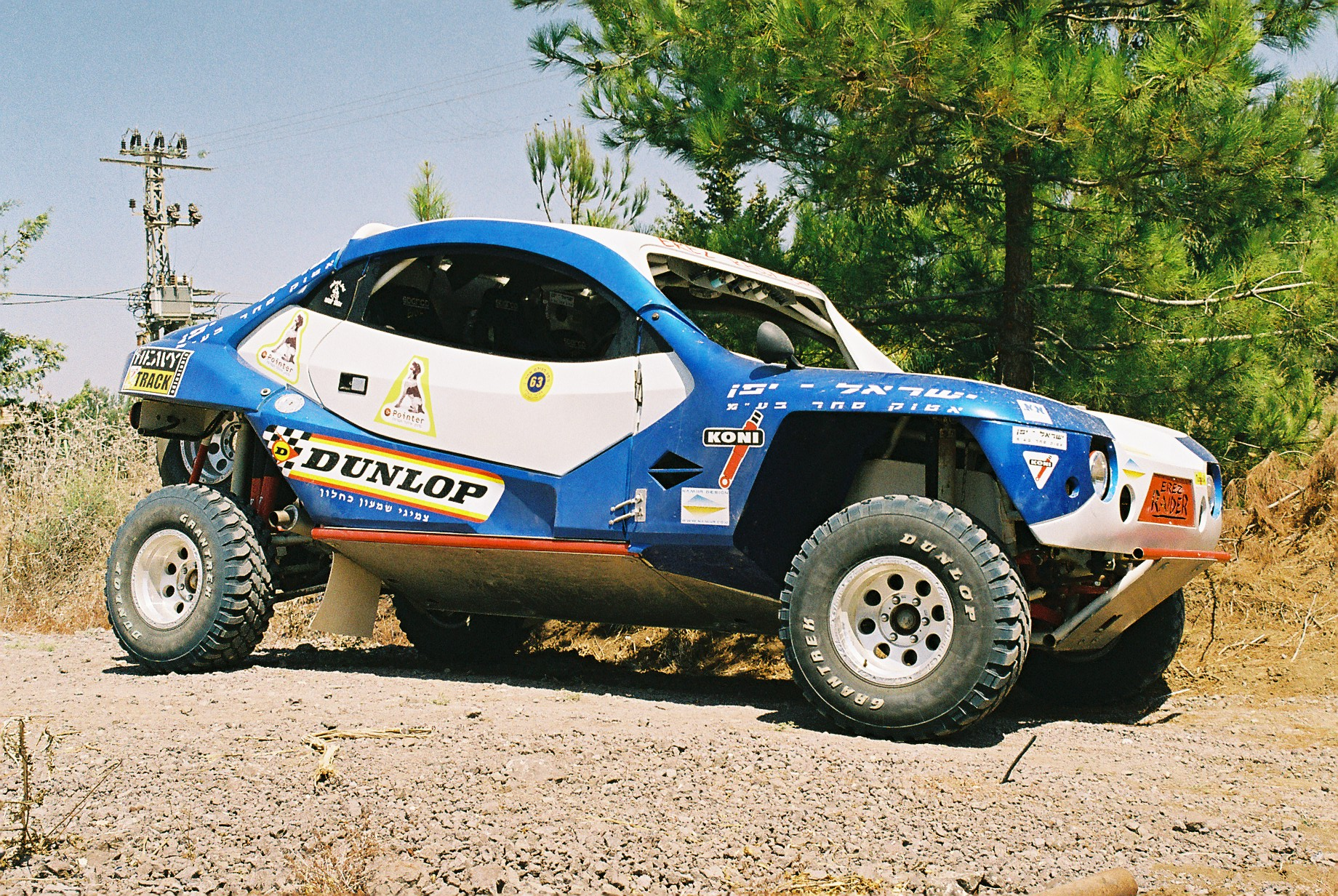
一輛專業競賽用的沙灘車，採管狀樑車體外覆玻璃纖維車殼的設計

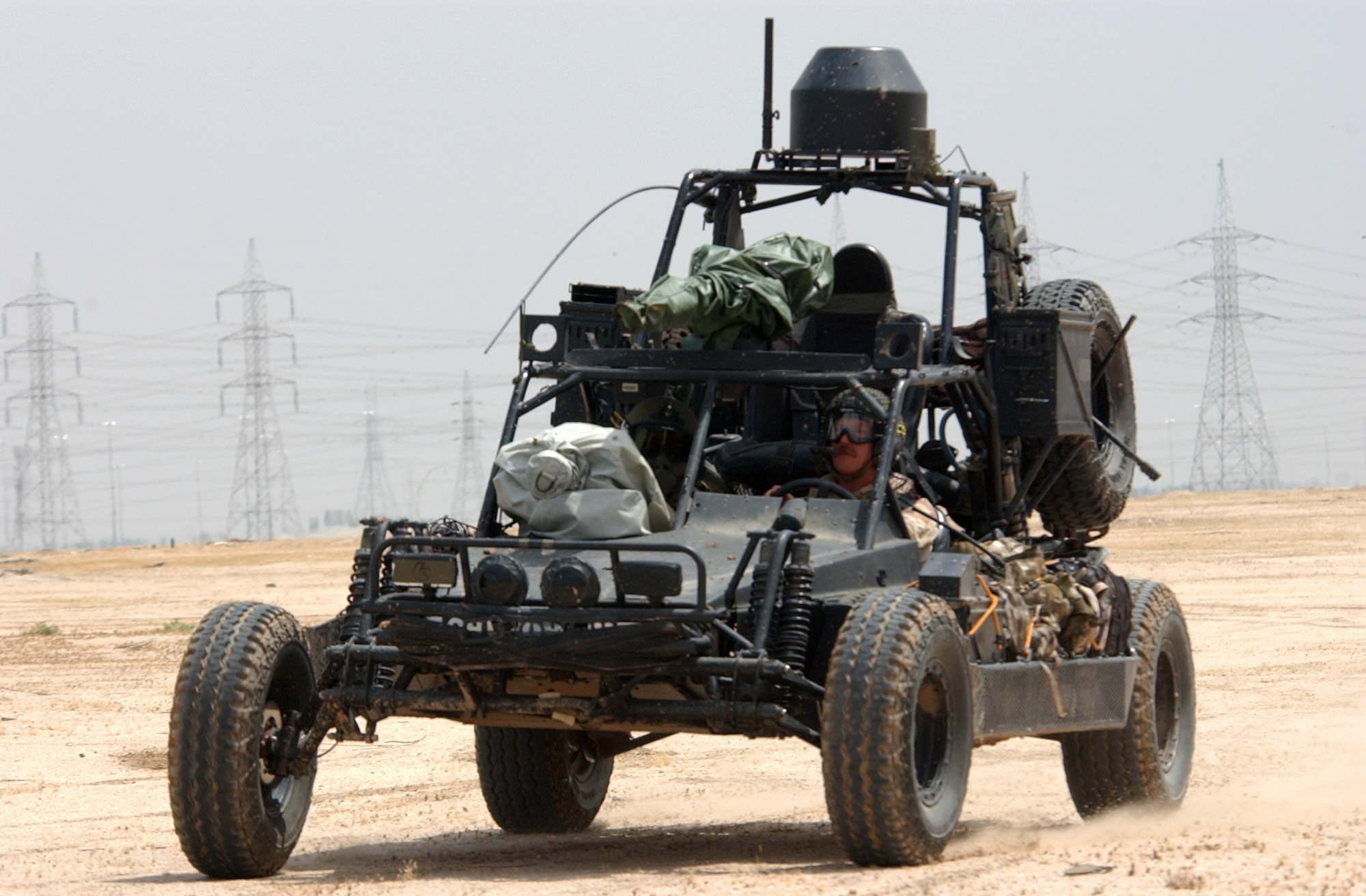
一輛隸屬於美國海軍陸戰隊的DPV，也就是軍用版的沙灘車

沙灘車（英文：dune buggy或beach buggy）是主要是在海灘或沙漠等沙地上面行駛的輕量化越野車輛，通常擁有簡單輕量化開放式車身結構，扭力充足的发动机，與大尺碼的越野輪胎。沙灘車最早出現於1950年代的美國加州南部，一開始很有可能只是一些業餘人士將想要報廢的舊車外殼拆掉後，在殘存的底盤上裝上大型越野胎而做成的改裝產品，但之後漸漸開始有專業以特定車款的結構為基礎所改造的沙灘車，或是直接生產套件供人組裝駕駛。除了民間用途之外，由於機動性優異，沙灘車也經常被政府單位或軍方利用，作為惡劣地形區域內的交通工具。

## 歷史
一般而言，很多人都將沙灘車的發明歸功於一位加州設計師，布魯斯·麥爾斯（Bruce Meyers），但實際上連麥爾斯本人都曾在接受訪問時表示，他並不是第一個發明沙灘車的人。但無論如何，麥爾斯與他的Meyers Manx車款仍然是大量生產的玻璃纖維車體沙灘車之先驅。在麥爾斯之前，來自加州歐申諾（Oceano）的彼得·拜爾寧（Pete Beirning）使用一副縮短過的福斯Type I（也就是金龜車，VW Beetle）底盤，製造出第一輛曾實際在沙丘上行駛的沙灘車。至於第一輛量產化的沙灘車，則是由一家加州的福斯汽車經銷商EMPI在1960年時所推出的EMPI Imps。然而，無論是拜爾寧的改裝車或EMPI的量產車，都因為產量稀少價格昂貴而無法普及，因此麥爾斯在1964年時推出的Meyers Manx遂成為第一輛真正把沙灘車名聲打響的經典車種，其套件總生產數量至少超過5000套以上。在沙灘車的啟蒙年代，幾乎所有的沙灘車產品都是以金龜車的底盤為基礎所改造而出的，主要是著眼於其輕量化與簡單的結構非常容易施工，且因為金龜車銷售量大，非常容易取得二手車體進行改造。

## 種類
今日的沙灘車，依照車體結構的特性大體上可以分為兩大類：第一種是以玻璃纖維這種輕量化材料作為車體，此類的沙灘車通常擁有類似浴缸般的盆狀車室；另一種沙灘車則是以空心鋼管為結構組裝出基本的車體（也就是所謂的管狀樑結構，Tubular frame），因為車身都是由鋼管組成，因此也常被稱呼為「Sandrails」。管狀樑車體的沙灘車有重量更輕、設計自由度更高的優點，有些此類沙灘車會直接採沒有車殼的開放設計，但也有一些會在管狀樑車體外面覆蓋玻璃纖維車殼。
由於在沙地上擁有非常高的機動性，一些經常需要在沙漠或海灘執行任務的官方或軍方單位，也會在編制內加入沙灘車作為任務用的交通工具，例如美國海軍陸戰隊或美國邊境巡邏隊（U.S.Border Patrol）。美國軍方所使用的沙灘車正式命名為沙漠偵察車輛（Desert Patrol Vehicle，DPV），是由加州切諾斯競技產品（Chenowth Racing Products）所生產。

## 軼事
- 在2005年上映的電影《史密斯行动》中，約翰·史密斯（John Smith，布萊德·比特飾）就是駕駛一輛沙灘車到沙漠中執行暗殺任務。

## 外部連結
- 山葉YFZ450
- （英文）Chenowth Racing Products官方網站 （页面存档备份，存于）